# Đinh Lễ
Đinh Lễ (chữ Hán: 丁禮; ?-1427) là công thần khai quốc nhà Lê sơ trong lịch sử Việt Nam, người sách Thùy Cối, nay là Lam Sơn, Thọ Xuân, Thanh Hoá, Việt Nam. Ông tham gia nghĩa quân Lam Sơn dưới cờ Lê Lợi từ buổi ban đầu, lập nhiều chiến thắng, tiêu biểu là trận Tốt Động-Chúc Động khi ông và Lý Triện, Nguyễn Xí phá tan quân Minh do tổng binh Vương Thông chỉ huy trên đất Bắc. Sử gia Ngô Sĩ Liên cho rằng ông cùng với Lý Triện là những vị tướng giỏi nhất của nghĩa quân Lam Sơn.

## Thân thế
Đinh Lễ là cháu gọi Lê Lợi bằng cậu. Ông là người dũng cảm, nhiều mưu lược, võ nghệ hơn người, khi còn trẻ thường làm cận vệ cho Lê Lợi. Những ngày đầu khởi nghĩa Lam Sơn ông theo Lê Lợi chiến đấu vùng núi Chí Linh trải qua nhiều gian khổ.

## Tham gia khởi nghĩa Lam Sơn
Ngày Canh Thân, tháng Giêng, năm Mậu Tuất (Tức ngày 7 tháng 2 năm 1418), Lê Lợi dựng cờ khởi nghĩa ở Lam Sơn, xưng là Bình Định Vương. Đinh Lễ là một trong 50 tướng văn, tướng võ được Lê Lợi sai đốc suất quân Thiết đột ra đối địch với quân Minh.
Ngày 16, tháng 4 năm 1418, nghĩa quân có bầy tôi tên Ái  làm phản, dẫn lối theo đường tắt cho quân Minh đánh úp nghĩa quân. Quân Minh bắt được vợ, con cùng rất nhiều người thân của Lê Lợi. Tinh thần quân sĩ chán nản, nhiều người bỏ đi, tình thế ngặt nghèo. May nhờ Lê Lễ, Lê Vấn, Lê Bí, Lê Xí, Lê Đạp theo Lê Lợi lên núi Chí Linh. Tuyệt lương hơn hai tháng trời, chỉ dùng cỏ và măng tre ăn cho khỏi đói. Sau khi quân Minh lui binh, Lê Lợi mới trở về, thu thập tàn quân chừng trăm người, dựng trại sách ở xứ Mường Khao.

## Phá quân Minh ở Nghệ An, Thanh Hoá
Năm 1424, quân Lam Sơn tiến vào Nghệ An, đánh nhau to với quân Minh ở Khả Lưu. Đinh Lễ cùng Lê Sát xông lên phía trước, các tướng sĩ thấy vậy cũng tiến theo, đánh bại quân Minh, thuyền vứt ngổn ngang, xác chết nghẹn cả khúc sông, khí giới vứt đầy rừng núi, Đô ty Chu Kiệt bị bắt sống, tướng tiên phong Đô ty Hoàng Thành bị chém. Nghĩa quân đuổi theo tận 3 ngày, tới tận thành Nghệ An, Trần Trí, Phương Chính rút vào thành cố thủ. Sau trận đó ông được Lê Lợi phong chức Tư không.
Năm 1425, quân Lam Sơn vây Lý An, Phương Chính ở Nghệ An, Đinh Lễ được sai đi tuần ở Diễn châu. Ông đặt phục binh ngoài thành, đón đánh tướng Minh là Đô ty Trương Hùng vận 300 thuyền lương từ Đông Quan (Hà Nội) tới, quân Minh trong thành mừng rỡ mở cửa thành ra đón. Quân mai phục đổ ra đánh, Thiên hộ họ Tưởng bị chém và hơn 300 quân, Hùng bỏ chạy, Đinh Lễ cướp được thuyền lương, thừa thế đuổi đánh quân Minh đến tận Tây Đô (Thanh Hoá).
Lê Lợi sai Lý Triện, Lê Sát tiếp ứng cho ông, đánh tan quân Minh buộc địch rút vào thành. Đinh Lễ chiêu dụ dân cư Tây Đô, chọn người khoẻ mạnh đầu quân vây thành. Chỉ huy Đả Trung và Tham chính Lương Nhữ Hốt đóng cửa thành chống cự.

## Đại thắng Vương Thông ở Tốt Động, Chúc Động
Tháng 8 năm 1426, sau khi làm chủ từ Thanh Hoá đến Thuận Hoá, Lê Lợi chia quân cho các tướng làm 3 cánh bắc tiến. Phạm Văn Xảo, Đỗ Bí, Trịnh Khả, Lê Triện ra phía Tây bắc, Lưu Nhân Chú, Bùi Bị ra phía Đông bắc; Đinh Lễ cùng Nguyễn Xí ra đánh Đông Quan.
Lý Triện tiến đến gần Đông Quan đánh bại Trần Trí. Nghe tin viện binh nhà Minh ở Vân Nam sắp sang, Triện chia quân cho Phạm Văn Xảo, Trịnh Khả ra chặn quân Vân Nam, còn Triện và Đỗ Bí hợp với quân Đinh Lễ, Nguyễn Xí đánh Đông Quan (Thăng Long, Hà Nội).
Phạm Văn Xảo phá tan viện binh Vân Nam. Vua Minh lại sai Vương Thông mang quân sang tiếp viện. Vương Thông từ Khâu Ôn tới, qua cầu Tây Dương, đóng quân ở bến Cổ Sở, làm cầu phao cho quân qua sông. Phương Chính tiến từ cầu Yên Quyết, đóng quân ở cầu Sa Đôi. Sơn Thọ và Mã Kỳ tiến từ cầu Nhân Mục, đóng quân ở cầu Thanh Oai. Quân Minh dàn doanh trại liền nhau đến vài mươi dặm, cờ xí rợp đồng, giáo mác rực trời, tự cho là đánh một trận là bắt hết được nghĩa quân.
Ngày mồng 6, tháng 10, năm 1426 cánh quân do Lý Triện, Đỗ Bí chỉ huy đánh bại cánh quân do Sơn Thọ, Mã Kỳ chỉ huy ở đồng Cổ Lãm. Ngày 7, Lý Triện giao tranh với Vương Thông ở các trại ngoài Cổ Sở, thất lợi, phá hủy doanh trại cũ, tháo lui và cấp báo với cánh quân do Đinh Lễ, Lê Chiến, Lê Xí chỉ huy.
Đinh Lễ cùng Nguyễn Xí được tin báo, đang đêm gấp rút đem 3000 quân tinh nhuệ, 2 thớt voi đến hội quân ở Cao Bộ, chia quân giữ chỗ hiểm yếu. Nhân bắt được thám tử của Vương Thông, hai tướng biết Thông định chia dường, hẹn nhau khi pháo nổ thì quân mặt trước mặt sau cùng đánh úp Lý Triện. Ông và Lý Triện, Nguyễn Xí bèn tương kế tựu kế dụ quân Minh vào ổ mai phục Tốt Động, rồi đốt pháo giả làm hiệu cho quân Minh tiến vào. Bộ quốc sử Khâm định Việt sử thông giám cương mục do sử thần đời Nguyễn biên soạn có thuật lại về trận Tốt Động – Chúc Động như sau:
"Nghe nói các tướng Đinh Lễ và Lê Xí đang đóng quân ở Thanh Đàm, Triện liền sai báo gấp cho họ đến tiếp ứng. Bọn Lễ và Xí lựa lấy ba nghìn quân tinh nhuệ và hai thớt voi, tức tốc ngay ban đêm, đến hội quân ở Cao Bộ. Họ chia quân đặt phục ở Tốt Động và Chúc Động.
Bắt được gián điệp của địch, ta biết Thông đã tiến đóng ở Ninh Kiều, ngầm cho kỳ binh tiền nhanh đến phía sau quân Triện, còn chính binh của Thông sẽ vượt sông tiến lên phía trước. Chúng hẹn nhau hễ nghe tiếng súng pháo nổ, thì các mũi quân địch cùng lúc đánh khép lại. Hồi canh năm đêm ấy, bọn Lễ sai quân bắn súng pháo ở nơi yếu hại để đánh lừa giặc. Giặc nghe súng nổ, đều đỗ xô đi chiếm lấy chỗ thuận lợi. Chúng lùa quân đi tắt vào. Bấy giờ trời mưa, đường lầy lội, chúng kéo đến Tốt Động, bị phục binh ta bốn bề nổi dậy. Quân ta hợp sức lại, hăng hái chiến đấu, cả phá dược quân giặc."
Trận Tốt Động – Chúc Động kết thúc với thắng lợi lớn của nghĩa quân Lam Sơn do Đinh Lễ và các tướng khác chỉ huy. Bên phía quân Minh, Binh bộ thượng thư Trần Hiệp, Nội quan Lý Lượng và 5 vạn quân tử trận, 1 vạn quân bị bắt sống. Số quân chết đuối ở sông Ninh Giang cũng rất nhiều, làm tắc nghẽn cả khúc sông. Ngoài ra ngựa, quân tư khí giới bị tịch thu nhiều không kể xiết. Vương Thông bị thương, cùng Phương Chính và Mã Kỳ về cố thủ ở Đông Quan.
Sử quan đời Lê trung hưng là Lê Quý Đôn đánh giá rất cao đóng góp của Đinh Lễ đối với chiến thắng chung cuộc của khởi nghĩa Lam Sơn. Theo Đại Việt thông sử của Lê Quý Đôn, trước trận Tốt Động, Chúc Động, nghĩa quân luôn đánh thắng nhưng vẫn dựa vào 2 châu Hoan, Ái (Thanh Hóa, Nghệ An), chưa dám ra Đông Đô đánh quân Minh. Cánh quân do Lý Triện, Trịnh Khả chỉ huy đơn độc cứ đi lại ở vùng Thiên quan, Quảng Oai, Tam Giang, rồi áp sát vào đô thành. Người trong nước còn sợ oai quân Minh, chưa đầu hàng hết. Sau chiến thắng này, quân Lam Sơn mới bao vây Đông Đô, dân các phủ huyện hưởng ứng rầm rộ. Người trí dũng theo về như đi chợ, thành trì cả nước bị phá hoặc xin hàng, trong khoảng 1 năm cả nước đều bình định. Đó là công của Đinh Lễ, Lý Triện.

## Sa lầy ở My Động
Lê Lợi được tin thắng trận liền tiến đại quân ra Bắc, ngày 11 tháng 10 năm 1426 hội quân ở Lũng Giang Ngày 22, Lê Lợi tiến quân tới Tây Phù Liệt Ngày 23, Lê Lợi sai Trần Nguyên Hãn, Lê Bị đem hơn trăm chiếc thuyền thủy quân, ngược dòng sông Đại Lũng ra cửa sông Hát, rồi thuận dòng xuôi đến bến Đông Bộ Đầu sông Lô, sai Đinh Lễ đem hơn 1 vạn quân bộ bí mật tiến đến cầu Tây Dương. Lê Lợi đích thân dẫn binh tượng đến cửa Nam ngoài thành Đại La để đánh thành Đông Quan.Đến đêm, hồi canh ba, quân bốn mặt đánh ập vào, phóng lửa đốt các nhà ở ngoài thành, khói lửa mù mịt đầy trời. Các doanh quân đóng ngoài thành của Phương Chính tranh nhau chạy vào cửa thành xác chết gối lên nhau. Quân Lam Sơn bắt hết những người Việt buộc phải theo Minh và hơn trăm chiến thuyền cùng rất nhiều khí giới, nghi trượng. Người Minh biết là quân dân các vùng gần đó đều theo Lê Lợi cả, thế là mỗi ngày một cùng quẫn, lại đắp thêm tường lũy, liều chết cố thủ, để đợi viện binh.
Tháng Giêng năm 1427, Lê Lợi tiến quân sang bờ bắc sông Lô, đối lũy với thành Đông Quan. Sai Thiếu úy Lê Khả giữ cửa Đông, Tư đồ Đinh Lễ giữ cửa Nam, Thái giám Lê Chửng đem hai vệ Thiết đột là Nghi Phúc giữ cửa Tây, Thiếu úy Lê Triện đem quân hai vệ giữ cửa Bắc, vây đánh thành Đông Quan.
Tháng 2 năm 1427, tướng Minh là Phương Chính đánh úp Lý Triện ở Từ Liêm, Triện tử trận. Tháng 3, Vương Thông đánh trại quân Lam Sơn ở Tây Phù Liệt. Tướng Lê Nguyễn cố thủ rồi cầu viện binh. Đinh Lễ cùng Nguyễn Xí được lệnh mang 500 quân thiết đột tiếp viện, đánh đuổi quân Minh đến My Động. Hậu quân Lam Sơn không theo kịp, Vương Thông thấy vậy bèn quay lại đánh, hai tướng cưỡi voi bị sa xuống đầm lầy, bị quân Minh bắt mang về thành. Đinh Lễ không chịu hàng nên người Minh giết ông, đó là ngày mồng 9, tháng 3 năm 1427, Lê Lợi vô cùng thương xót. Nguyễn Xí nhân đêm mưa gió, trốn thoát về và tiếp tục tham gia kháng chiến cho tới ngày chiến thắng cuối cùng.
Trước đây Lê Lợi trước khi ra trận thường răn ông về thói khinh địch, khi thắng trận Tốt Động, mọi người ai cũng cho là giỏi, Lê Lợi bảo rằng: Trăm trận đánh được cả trăm trận không phải là tốt đâu, hắn cậy lanh giỏi quen mùi được luôn, thất bại có thể đứng trông thấy ngay.
Sử thần đời Lê Hồng Đức là Ngô Sĩ Liên trong bộ Đại Việt Sử ký Toàn thư (1479) tuy thừa nhận Đinh Lễ thua trận và chết do khinh địch, nhưng vẫn ca ngợi tinh thần quật khởi của ông:
| “             | Khuất Hà quen mùi thắng trận ở Bồ Tao đến nỗi bị bại vong, đó là quân tàn bạo, bị cô lập, đi xâm chiếm nước nhỏ. Lê Lễ quen thói đánh được ở Tốt Động, cũng vì thế mà bại vong, nhưng là quân khảng khái phục thù. Tuy hai người đều thất bại như nhau, nhưng ý nghĩ lại rất khác. Cho nên tướng giỏi thời ấy, thì Lễ và Triện xứng đáng đứng đầu. | ” |
| — Ngô Sĩ Liên | |   |

## Phong thưởng
Đinh Lễ chết rồi, Lê Lợi cho em ông là Đinh Liệt làm Nhập nội thiếu úy, tước Á hầu, các vợ lẽ của ông là bọn Hà Ngọc Dung gồm 5 người được làm tông cơ.
Năm 1428, khi Lê Lợi lên ngôi vua truy tặng ông làm Nhập nội kiểm hiệu tư đồ.
Năm 1484, Lê Thánh Tông gia phong làm thái sư Bân quốc công, về sau tấn phong Hiển Khánh vương.
Em Đinh Lễ là Đinh Liệt cũng là một công thần khai quốc nhà Hậu Lê. Cả hai anh em ông đều được đặt tên phố ở trung tâm Hà Nội ngày nay.

## Nhận định
| “                         | Tướng giỏi thời ấy, thì [Đinh] Lễ và [Lý] Triện xứng đáng đứng đầu | ” |
| — Đại Việt sử ký toàn thư |                                                                    |   |

| “                               | ...Trong khoảng một năm (1426-1427), cả nước được bình định. Đó đều là công của bọn các ông Lê Lễ, Lê Triện | ” |
| — Đại Việt thông sử, Lê Quý Đôn | |   |